# 異部宗輪論
《異部宗輪論》（梵語：Samayabhedoparacanacakra），是記載部派佛教時期各派教義異同的論書，有几种不同的翻译版本，大致认为是世友菩薩撰于公元1世纪前后。

## 題名
samaya，有多義，其中一種含意為契約、和合。bheda意思是破裂、分別、差異。upa-是前綴詞，使之....朝向、靠近。racana意思是安排、布局。cakra意為車輪、圓盤。

窺基《異部宗輪論述記》對題名解釋如下：
人有殊途，厥稱異部，法乖一致，爰號宗輪。異者別也，部者類也。人隨理解，情見不同，別而為類，名為異部。宗者主也，輪者轉也。所主之法，互有取捨，喻輪不定，故曰宗輪。又宗者所崇之理，輪者能摧之用，如王之有輪寶。是以殄寇除怨，建績成功。標能舉德，取方來學，鏡此諸部，善達玄微，妙閑幽致，可以挫異道、制殊宗，樹德揚名，借稱輪矣。異部之宗輪，依士釋也。激揚宗極，藻議攸歸，垂範後昆，名之為論。

## 譯本
漢傳佛教共有三個版本，錄于《大正新修大藏經·史傳部》：
- 《十八部論》，夾註寫秦言，或是姚秦時譯，譯者不詳，開元錄列入失譯[1]。（本論和失譯的《三彌底部論》都將正量部音譯為三彌底部）
- 《部執異論》或題作《部異執論》[2]，陳朝真諦譯。
- 《異部宗輪論》，唐朝玄奘譯，共一卷。窺基《異部宗輪論述記》是對它的註釋。

演培法師於民國三十九年著有《異部宗輪論語體釋》，為本論的白話文版本。
藏傳佛教中，《異部宗輪論》有兩個譯本，一是《異部宗輪論》的藏譯，二是清辨註解本《異部宗精釋》。

## 簡述
“異部”是指佛教不同的教派；“宗輪”指各教派不同的修行宗旨。《異部宗輪論》記述的根本分裂傳說和部派名目，與《文殊師利問經·分部品》基本一致，《十八部論》列在《文殊師利問經·分部品》之後如同註疏解說。
《異部宗輪論》以旁觀者的角度，把持有類似觀點的部派放在一起進行講解，即“本宗同義”，區別差異觀點時則稱為“末宗異義”。《異部宗輪論》記載了三支根本宗義，即大眾部、說一切有部、化地部三支根本宗義，其他部派在其一基礎上再有自己獨特宗義。
姚秦時譯《十八部論》記載，佛教僧團因諍論三比丘提出五事異說，而分裂為根本二部；藏傳清辨《異部精釋》中也提到類似的說法。到了陳朝時譯《部執異論》，修改為四眾諍論外道提出的五事，而分裂為根本二部；到了唐朝時玄奘譯《異部宗輪論》，再修改為四眾諍論大天五事，而分裂為根本二部，與後來制多部祖師大天同名而出現了兩個大天；又將十八部中說轉部有別名為經量部，改為經量部為本名說轉部為別名。
在《異部宗輪論》所追溯出來的根本上座部的支派中含有以三支根本宗義為基礎的部派，而根本大眾部支派中也出現了以說一切有部宗義為基礎的部派。

## 作者考證
真諦譯本題為“天友大菩薩”造，玄奘譯本題為“世友菩薩”造，菩薩之稱來自迦濕彌羅國編撰《大毘婆沙論》時作為上座之“世友尊者”當次於彌勒菩薩之後成佛的傳說。因作者題為“世友菩薩”，本論常被認為出自說一切有部四大論師之“世友尊者”。
印順法師認為宗輪論中說一切有部和經量部的宗義不晚於《大毘婆沙論》，從而作《異部宗輪論》的“世友菩薩”即是《大毘婆沙論》中說一切有部四大論師之“世友尊者”。造《尊婆須蜜菩薩所集論》的“世友菩薩”，引述並破斥了《大毘婆沙論》中的說一切有部四大論師之“世友尊者”的學說，因而此“世友菩薩”與婆沙論的“世友”絕非一人，據其研究，和《成業論》引用的「經部異師世友」是同一人，是法救後學。

## 其他
在《藏文大藏經》中，還有另外一本介紹諸部派並包括大乘教說的論書，名為《有為無為抉擇》Saṃskṛtāsaṃskṛta-viniścaya（'Dus byas dang 'dus ma byas rnam par nges pa zhes bya ba），是十二世紀在東北印於大眾部出家，擅長於般若乘與金剛乘的僧人Daśabalaśrimitra所作。
說一切有部的《大毘婆沙論》和南傳上座部的《論事》，也記載了各部派的異論。